# Province de Nagato
Pour les articles homonymes, voir Nagato.
La province de Nagato (長門国, Nagato no kuni), aussi appelée Chōshū (長州), est une ancienne province du Japon située à l'extrême ouest de Honshū, et constitue la partie ouest de l'actuelle préfecture de Yamaguchi. Nagato était bordée par les provinces d'Iwami et de Suō.
Bien que l'ancienne capitale de la province soit Shimonoseki, Hagi était habituellement le chef-lieu du han (fief).
En 1275, un corps de garde appelé le Nagato Keigo-ban fut créé pour protéger les côtes de la province contre une éventuelle attaque mongole.
Au cours des périodes Sengoku et Edo, elle était dirigée par le clan Mōri, sous le nom de domaine de Chōshū.
En 1871, elle fut réunie à la province de Suō pour constituer l'actuelle préfecture de Yamaguchi.